# Барри, Хамза
Хамза Барри (англ. Hamza Barry; 15 октября 1994 года, Банжул, Гамбия) — гамбийский футболист, полузащитник.

## Клубная карьера
Воспитанник клуба «Гамбия Портс Ауторити». В 19 лет гамбиец переехал в Европу. Первым его клубом была «Валлетта». 18 августа 2013 дебютировал за клуб в матче против Мосты, закончившимся со счётом 2:1. Барри отыграл весь матч. В сезоне 2014\15 был признан лучшим молодым игроком чемпионата.
В 2015 году полузащитник заключил контракт с кипрским «Аполлоном», но за команду он так и не сыграл. Два года его отдавали в аренду в израильские и хорватские клубы. 22 августа 2015 дебютировал за клуб Маккаби Нетанья в матче против Маккаби Петах-Тиква, сыграв весь матч, закончившийся со счётом 1:0. 12 сентября забил первый гол за израильский клуб в ворота Хапоэля из Тель-Авива. Матч закончился со счётом 1:1.
В 2017 году Барри заключил полноценный контракт с хорватским «Хайдуком».

## Карьера в сборной
Хамза Барри выступал за юношеские и молодёжные сборные Гамбии. За главную национальную команду дебютировал в рамках отборочного турнира на Чемпионат мира в Бразилии.

## Достижения
- Чемпион Мальты: 2013/14
- Обладатель Кубка Мальты: 2014
- Обладатель Суперкубка Мальты: 2013